# Ihenem
Ihenem war ein altägyptischer Umrisszeichner, der in der 19. Dynastie tätig war.
Ihenem ist heute nur noch aufgrund einer Signatur bekannt, die er gemeinsam mit dem Umrisszeichner Ptehemwia an der rechten unteren Ecke der Grabstele des Pehemnuter hinterlassen hatte.